# Desmostachya bipinnata
Desmostachya bipinnata (L.) Stapf, 1900 è un'erba perenne appartenente alla famiglia delle Poaceae (o Graminacee, nom. cons.). È l'unica specie nota del genere Desmostachya.

## Descrizione
È una pianta erbacea perenne con culmo eretto, alto sino a 1 m. L'infiorescenza è una spighetta racemosa terminale oblunga. Il frutto è una cariosside ovoidale senza solco.

## Distribuzione e habitat
La specie è diffusa in Africa (Algeria, Tunisia, Libia, Egitto, Mauritania, Ciad, Eritrea, Etiopia, Somalia e Sudan) e in Asia (Medio Oriente, penisola arabica, subcontinente indiano, Cina, Indocina e Malaysia).

## Usi
Indicata con il nome sanscrito (maschile) Kuśa (anche Darbha), viene tradizionalmente considerata come l'erba più sacra in Oriente ed è utilizzata in numerosi riti e pratiche religiose.
- La pianta è stata anche richiamata nel Ṛgveda per il suo utilizzo in cerimonie sacre e anche come giaciglio per sacerdoti e Dei.[6]
- Secondo la religione buddhista, il Buddha la usò per sedervisi sopra, durante la meditazione con cui raggiunse l'illuminazione sotto l'albero della Bodhi[7].
- nell'Induismo viene indicata da Krishna, nel poema Bhagavad Gita, come materiale ideale da utilizzate per la sede di meditazione[8].